# Дедрик Бојата
Дедрик Бојата (хол. Dedryck Boyata; Укел, 28. новембар 1990) белгијски је фудбалер, који тренутно игра за Селтик.

## Каријера
Рођен је 28. новембра 1990. године у Укелу. Почео је да игра фудбал у клубу Брисел, а 2006. године је прешао у млађе категорије Манчестер Ситија. Са тимом је био победник ФА купа за младе, играли су у финалу против дечака из Челсија. Он је такође био играч месеца млађе лиге у априлу 2009. године.
Дебитовао је за први тим Ситија у ФА купу против Мидлсброа (1:0) у јануару 2010. године. Дебитовао је у Премијер лиги против Блекберн роверса када је заменио Мартина Петрова у 86 минуту. Био је на позајмицама у Болтон вондерерсима и холандском Твентеу.
У јуну 2015. године за 1,5 милиона фунти је прешао у шкотски Селтик, са којим је освојио три шампионска трофеја.

## Репрезентација
Дебитовао је 2016. године за репрезентацију Белгије. Селектор Роберто Мартинез га је уврстио међу 23 фудбалера Белгије за Светско првенство 2018. године у Русији. Играо је на мечу групне фазе против Туниса.

## Статистика каријере

### Репрезентативна
Статистика до 18. новембра 2020.
| Белгија | Белгија | Белгија |
| Год.    | Наступи | Голови  |
| ------- | ------- | ------- |
| 2010    | 1       | 0       |
| 2016    | 1       | 0       |
| 2017    | 2       | 0       |
| 2018    | 11      | 0       |
| 2019    | 2       | 0       |
| 2020    | 4       | 0       |
| Укупно  | 21      | 0       |

## Трофеји

### Манчестер сити
- ФА куп (1) : 2010/11.[10]

### Селтик
- Шкотска Премијершип лига (4) : 2015/16, 2016/17, 2017/18, 2018/19.
- Куп Шкотске (2) : 2016/17, 2017/18.
- Лига куп Шкотске (2) : 2017/18[11], 2018/19.